# Hillcrest (Illinois)
Hillcrest és una població dels Estats Units a l'estat d'Illinois. Segons el cens del 2000 tenia 1.158 habitants.

## Demografia
Segons el cens del 2000, Hillcrest tenia 1.158 habitants, 342 habitatges, i 297 famílies. La densitat de població era de 798,4 habitants/km².
Dels 342 habitatges en un 52,3% hi vivien nens de menys de 18 anys, en un 73,7% hi vivien parelles casades, en un 7,9% dones solteres, i en un 12,9% no eren unitats familiars. En el 10,2% dels habitatges hi vivien persones soles l'1,5% de les quals corresponia a persones de 65 anys o més que vivien soles. El nombre mitjà de persones vivint en cada habitatge era de 3,39 i el nombre mitjà de persones que vivien en cada família era de 3,61.
Per edats la població es repartia de la següent manera: un 36,4% tenia menys de 18 anys, un 7,8% entre 18 i 24, un 33,9% entre 25 i 44, un 16,6% de 45 a 60 i un 5,4% 65 anys o més.
L'edat mediana era de 30 anys. Per cada 100 dones de 18 o més anys hi havia 98,1 homes.
La renda mediana per habitatge era de 49.821 $ i la renda mediana per família de 49.375 $. Els homes tenien una renda mediana de 36.250 $ mentre que les dones 22.885 $. La renda per capita de la població era de 15.340 $. Aproximadament el 5,3% de les famílies i el 6,1% de la població estaven per davall del llindar de pobresa.

## Poblacions properes
El següent diagrama mostra les poblacions més properes.